# Pulianas (kommunhuvudort)
Pulianas är en kommunhuvudort i Spanien. Den ligger i provinsen Provincia de Granada och regionen Andalusien, i den södra delen av landet, 400 km söder om huvudstaden Madrid. Pulianas ligger 727 meter över havet och antalet invånare är 4 855.
Terrängen runt Pulianas är kuperad åt nordost, men åt sydväst är den platt. Runt Pulianas är det mycket tätbefolkat, med 1 463 invånare per kvadratkilometer. Närmaste större samhälle är Granada, 3,9 km söder om Pulianas. Runt Pulianas är det i huvudsak tätbebyggt.